# Liste d'économistes
Vous trouverez classés alphabétiquement une liste d'économistes reconnus internationalement, parce qu'ils ont reçu le prix de la Banque de Suède en sciences économiques en mémoire d'Alfred Nobel ou un prix internationalement reconnu, ou parce qu'ils sont auteurs de concepts, d'ouvrages théoriques et pratiques fondamentaux dans l'histoire de la pensée économique.
Codes utilisés dans ce tableau : Nobel : prix de la Banque de Suède en sciences économiques en mémoire d'Alfred Nobel ; JBC : médaille John Bates Clark ; JC : Prix Juan Carlos Ier
| Nom                                     | Dates                       | Nationalité                | Commentaires |
| --------------------------------------- | --------------------------- | -------------------------- | --- |
| Aftalion, Albert                        | 1874-1956                   | Français                   | Professeur d'économie, théorie des cycles, notion d'accélérateur, politique de répartition redistributive |
| Aglietta, Michel                        | 1938-                       | Français                   | Cofondateur de l'École de la régulation |
| Akerlof, George A.                      | 1940-                       | Américain                  | Asymétrie d'information, Nobel 2001 |
| Allais, Maurice                         | 1911-2010                   | Français                   | Théorie des marchés, modèle à générations imbriquées, paradoxe d'Allais, Nobel 1988 |
| Aristote                                | 384-322 avant Jésus-Christ. | Grec                       | Auteur des Économiques et de l’Éthique à Nicomaque |
| Arrow, Kenneth                          | 1921-2017                   | Américain                  | Théorème d'impossibilité d'Arrow, équilibre général Arrow-Debreu, Nobel 1972, JBC 1957 |
| Aumann, Robert                          | 1930-                       | Israélien                  | Théorie des jeux, Nobel 2005 |
| Ayres, Clarence Edwin                   | 1891-1972                   | Américain                  | Principal membre de l'École institutionnaliste texane |
| Azariadis, Costas                       | 1943-                       | Grec                       | Macroéconomiste nouveau keynésien à l'origine de la théorie des contrats implicites |
| Banerjee, Abhijit                       | 1961-                       | Américain                  | Économie du développement, lutte contre la pauvreté. Nobel 2019 |
| Barro, Robert J.                        | 1944-                       | Américain                  | Équivalence ricardienne, croissance endogène, déterminants de la croissance |
| Bastiat, Frédéric                       | 1801-1850                   | Français                   | Un des plus grands vulgarisateurs du libéralisme et du libre échange du XIXe siècle |
| Bauer, Peter Thomas                     | 1915-2002                   | Hongrois                   | Théorie à contre-courant sur l'économie du développement et les politiques d'aide internationale |
| Baumol, William                         | 1922-                       | Américain                  | Auteur de la loi de Baumol en collaboration avec William Bowen |
| Becker, Gary                            | 1930-2014                   | Américain                  | Utilisation des outils et méthodes économiques à d'autres domaines, Nobel 1992 |
| Bernanke, Ben                           | 1953-                       | Américain                  | Système bancaire et crises financières, Nobel 2022 |
| Bernoulli, Daniel                       | 1700-1782                   | Suisse                     | Première théorie du risque, paradoxe de Saint-Pétersbourg |
| Beveridge, William Henry                | 1879-1963                   | Britannique                | Libéral, spécialiste du chômage, auteur du Plan de Sécurité Sociale généralisé et défenseur des « Finances fonctionnelles » |
| Bhagwati, Jagdish                       | 1934-                       | Indo-américain             | Nouvelles théories du commerce international, croissance appauvrisante, un des plus grands libre-échangistes contemporains |
| Black, Fischer                          | 1938-1995                   | Américain                  | Modèle Black-Scholes |
| Blanchard, Olivier                      | 1948-                       | Français                   | Marché du travail, analyse du chômage, inventeur du mécanisme d'hystérèse |
| Boccara, Paul                           | 1932-2017                   | Français                   | Cycles économiques, fondateur du Capitalisme monopoliste d'État |
| Bodin, Jean                             | 1529-1596                   | Français                   | Précurseur de la théorie quantitative de la monnaie |
| Böhm-Bawerk, Eugen                      | 1851-1914                   | Autrichien                 | Important membre de l'École autrichienne d'économie. Théoricien de l'intérêt et du capital, de la structure temporelle de l'économie, de l'interventionnisme, de la détermination macroéconomique des prix des facteurs de production ("coûts") par les prix des produits. Capital et intérêt (3 tomes). Pouvoir ou loi économique ?                         |
| Boisguilbert, Pierre Le Pesant de       | 1646-1714                   | Français                   | Précurseur de l'économie politique, initiateur du Circuit économique à trois classes, du multiplicateur et de la dynamique macro-économique |
| Bowley, Arthur                          | 1869-1957                   | Anglais                    | Loi de Bowley |
| Boyer, Robert                           | 1943-                       | Français                   | Cofondateur de l'École de la régulation |
| Brentano, Lujo                          | 1844-1931                   | Allemand                   | Économiste et réformateur social, influence importante concernant l'économie sociale de marché |
| Buchanan, James M.                      | 1919-2013                   | Américain                  | Théorie du choix public, Nobel 1986 |
| Cairnes, John Elliott                   | 1823-1875                   | Irlandais                  | Méthodologie de l'École classique |
| Cantillon, Richard                      | 1680-1734                   | Britannique                | Premier Circuit économique, inspirateur des physiocrates, d'Adam Smith, et des Autrichiens |
| Card, David                             | 1956-                       | Canadien                   | Économie du travail : mesure de l'impact du salaire minimum ou de l'immigration sur le chômage et les salaires, JBC 1995, Nobel 2021 |
| Cassel, Gustav                          | 1866-1945                   | Suédois                    | Concept de parité de pouvoir d'achat |
| Chamberlin, Edward                      | 1899-1967                   | Américain                  | Principal contributeur de « La théorie de la concurrence monopolistique » (The theory of economic competition) |
| Chervel, Marc                           | 1932 -2004                  | Français                   | Economie du développement. Développa la méthode des effets. |
| Cheysson, Émile                         | 1836-1910                   | Français                   | Ingénieur économiste, promoteur de la statistique géométrique, et de l'économie des transports |
| Chichilnisky, Graciela                  | 1944 -                      | Argentine                  | échange de crédits d'émission de carbone sous-jacent au Protocole de Kyoto. |
| Clark, John Bates                       | 1847-1938                   | Américain                  | Un des premiers marginalistes américains |
| Clark, John Maurice                     | 1884-1963                   | Américain                  | Formulateur du modèle de l'accélération |
| Coase, Ronald                           | 1910-2013                   | Britannique                | Coûts de transaction, économie des institutions, Nobel 1991 |
| Cohen, Daniel,                          | 1953-                       | Français                   | Vice-président du Haut Conseil du secteur public financier |
| Cohen, Elie,                            | 1950-                       | Français                   | Spécialiste de la dette souveraine |
| Colbert, Jean-Baptiste                  | 1619-1683                   | Français                   | Fondateur de la doctrine économico-politique dite « colbertisme » |
| Condillac, Étienne Bonnot de            | 1715-1780                   | Français                   | Publie en 1776 « Du Commerce et du Gouvernement » où il donne au libéralisme son fondement de psychologie individualiste |
| Condorcet, Nicolas de                   | 1743-1794                   | Français                   | Mathématicien, promoteur de l'arithmétique politique (paradoxe de Condorcet), un des pères de la statistique moderne |
| Cournot, Antoine-Augustin               | 1801-1877                   | Français                   | Fondateur de l'usage de la Théorie Mathématique en Économie, du Duopole,de l'élasticité et du coût marginal |
| Deaton, Angus                           | 1945-                       | Britannique                | Microéconomie, Nobel 2015 |
| Debreu, Gérard                          | 1921-2004                   | Franco-américain           | Équilibre général Arrow-Debreu, Nobel 1983 |
| Diamond, Peter                          | 1940-                       | Américain                  | Analyse des marchés avec coûts de recherche, Nobel 2010 |
| Dixit, Avinash                          | 1944-                       | Indo-américain             | Théorie du commerce international |
| Dornbusch, Rudi                         | 1942-2002                   | Germano-américain          | Modèle d'overshoot, célèbre manuel d'économie écrit avec Stanley Fischer |
| Duflo, Esther                           | 1972-                       | Franco-américaine          | Économie du développement, lutte contre la pauvreté. Nobel 2019 |
| Dupuit, Jules                           | 1804-1866                   | Français                   | Ingénieur économiste, courbe d'utilité marginale décroissante, surplus du consommateur, monopole public et monopole privé |
| Dutot, Nicolas                          | 1684-1741                   | Français                   | Père de l'étude quantitative des phénomènes économiques |
| Dupont-White, Charles Brook             | 1807-1878                   | Français                   | Critique du capitalisme et promoteur de l'intervention de l'État ; membre de la Commission du Luxembourg en 1848 |
| Easterlin, Richard                      | 1926-                       | Américain                  | Théoricien de l'économie du bien-être, créateur du paradoxe d’Easterlin; l'indicateur du bonheur intérieur net (BIN) traduit ses travaux |
| Edgeworth, Francis                      | 1845-1926                   | Irlandais                  | Néoclassique, inventeur de la courbe d'indifférence et de la boîte d'Edgeworth |
| Engels, Friedrich                       | 1820-1895                   | Allemand                   | Théoricien marxiste |
| Engle, Robert                           | 1942-                       | Américain                  | Analyse des séries temporelles, Nobel 2003 |
| Erhard, Ludwig                          | 1897-1977                   | Allemand                   | Chancelier Allemand, Promoteur de l'économie sociale de marché, Père du miracle économique allemand |
| Fama, Eugène                            | 1939-                       | Américain                  | Théorie d'efficience des marchés financiers, Nobel 2013 |
| Fisher, Irving                          | 1867-1947                   | Américain                  | Théorie quantitative de la monnaie, taux d'intérêt, théorie du capital, auteur de M.V=P.T, la crise de 1929 vue comme fruit de l'endettement |
| Fitoussi, Jean-Paul                     | 1942-                       | Français                   | Keynesien, spécialiste des questions d'inégalité, d'inflation, de croissance et de macroéconomie internationale. Il a présidé l'OFCE pendant 20 ans et est un proche de Joseph Stiglitz. |
| Fogel, Robert                           | 1926-                       | Américain                  | Histoire économique, cliométrie, Nobel 1993 |
| Fourçans, André                         | 1946-                       | Français                   | Économiste monétaire et professeur d'économie |
| Fourastié, Jean                         | 1907-1990                   | Français                   | Économiste du progrès technique et de la civilisation tertiaire (le Grand Espoir du XXe Siècle / Machinisme et Bien-être / les 40.000 heures[réf. souhaitée]) |
| Fourier, Charles                        | 1772-1837                   | Français                   | Critique de la pensée classique, engagé et expérimentateur : description d'un modèle utopique (le Phalanstère), fondateur de l'École sociétaire |
| Friedman, Milton                        | 1912-2006                   | Américain                  | Fondateur du monétarisme, Nobel 1976, JBC 1951 |
| Frisch, Ragnar                          | 1895-1973                   | Norvégien                  | Un des pères de l'économétrie, Nobel 1969 |
| Fujita, Masahisa                        | 1943-                       | Japonais                   | Pionier de la Nouvelle économie géographique, Prix Alonso, Tord Palander et Walter Isard |
| Galbraith, John Kenneth                 | 1908-2006                   | Canado-américain           | Keynésien et institutionnaliste, un des économistes les plus populaires du XXe siècle |
| Galiani, Ferdinand                      | 1728-1787                   | Italien                    | Théorie de la valeur (utilité et rareté) |
| Généreux, Jacques                       | 1956-                       | Français                   | Auteur de nombreux manuels d’économie et d'essais de réflexion politique, opposant au néolibéralisme et engagé politiquement à gauche |
| George, Henry                           | 1839-1897                   | Américain                  | Fondateur du Georgisme. Auteur du best-seller Progres et Pauvreté. |
| Georgescu-Roegen, Nicholas              | 1906-1994                   | Roumain                    | Pionnier de la décroissance durable |
| Gerschenkron, Alexander                 | 1904-1978                   | Américain                  | théoricien du développement économique, effet Gerschenkron |
| Gesell, Silvio                          | 1862-1930                   | Allemand                   | Initiateur de la monnaie franche |
| Gide, Charles                           | 1847-1932                   | Français                   | Mouvement chrétien social, dirigeant du Mouvement Coopératif Français, théoricien de l'économie sociale et solidaire |
| Giffen, Robert                          | 1837-1910                   | Britannique                | Bien de Giffen |
| Ginsburgh, Victor                       | 1939                        | Belge                      | Pionnier en Économie de la culture |
| Granger, Clive                          | 1934-2009                   | Britannique                | Séries temporelles, causalité de Granger, Nobel 2003 |
| Griffith-Jones, Stephany                | 1947                        | Britannique                | Développement |
| Grossmann, Henryk                       | 1881-1950                   | Allemand                   | Loi de l'accumulation, crises du capitalisme |
| Haavelmo, Trygve                        | 1911-1999                   | Norvégien                  | Un des fondateurs de l'économétrie, théorème de Haavelmo, Nobel 1989 |
| Haberler, Gottfried                     | 1900-1995                   | Autrichien                 | Développa le modèle des phases conjoncturelles avec Arthur Spiethoff |
| Hansen, Alvin                           | 1887-1975                   | Américain                  | Un des premiers keynésiens américains |
| Hansen, Lars Peter                      | 1952-                       | Américain                  | Développa la Méthode des Moments Généralisés (économétrie), Nobel 2013 |
| Harberger, Arnold                       | 1924-                       | Américain                  | Auteur du Triangle de Harberger, utilisé largement dans le domaine de l'économie |
| Harrod, Sir Roy F.                      | 1900-1978                   | Anglais                    | Auteur de la théorie de la connaissance de Harrod et cocréateur du modèle de Harrod-Domar |
| Harsanyi, John                          | 1920-2000                   | Hungaro-américain          | Jeux à information incomplète, Nobel 1994 |
| Hart, Oliver                            | 1948                        | Américain                  | Théorie des contrats, Théorie de la firme, Nobel 2016 |
| Hayek, Friedrich                        | 1899-1992                   | Austro-britannique         | Un des plus grands Autrichiens, cycle économique, ordre spontané, Nobel 1974 |
| Heckman, James                          | 1944-                       | Américain                  | Économétrie, biais de sélection, Nobel 2000 |
| Heckscher, Eli                          | 1879-1952                   | Suédois                    | Modèle Heckscher-Ohlin-Samuelson du commerce international |
| Hicks, John                             | 1904-1989                   | Britannique                | Fondateur du néo-keynésianisme avec le Modèle IS/LM, Nobel 1972 |
| Hirschman, Albert                       | 1915-2012                   | Germano-américain          | Modèle défection-prise de parole |
| Holmström, Bengt                        | 1949-                       | Finlandais                 | Théorie des incitations, théorie de la firme |
| Huerta de Soto, Jesús                   | 1956-                       | Espagnol                   | Autrichien contemporain. Théoricien de l'entrepreneur, du socialisme, du cycle économique, et de l’efficience dynamique. Monnaie, crédit bancaire et cycles économiques. JC 1983 |
| Hume, David                             | 1711-1776                   | Écossais                   | Anti-mercantiliste, pionnier de la théorie quantitative de la monnaie et du rôle du commerce extérieur dans la croissance |
| Hurwicz, Leonid                         | 1917-2008                   | Américain                  | Pionnier de la théorie des mécanismes d'incitation, Nobel 2007 |
| Jevons, William                         | 1835-1882                   | Britannique                | Cofondateur du marginalisme et de l'École néoclassique |
| Johnson, Manuel H.                      | 1949-                       | Américain                  | L'un des fondateurs et le coprésident du Conseil du Groupe des Sept (Group of Seven Council) |
| Juglar, Clément                         | 1819-1905                   | Français                   | Premier économiste à s'intéresser aux cycles économiques, créateur du Cycle Juglar |
| Kahn, Richard                           | 1905-1989                   | Britannique                | Professeur au King's College, spécialiste des cycles économiques et confrère de Keynes, qui reconnaît avoir emprunté sa théorie du multiplicateur |
| Kahneman, Daniel                        | 1934-                       | Israélo-américain          | Finance comportementale, théorie des perspectives (prospect theory) et notion d'effets de cadrage (framing effects), Nobel 2002 |
| Kaldor, Nicholas                        | 1908-1986                   | Hungaro-britannique        | Post-keynésien, croissance et cycles économiques, théorie de la monnaie endogène, optimum de Kaldor-Hicks, carré magique de Kaldor |
| Kalecki, Michał                         | 1899-1970                   | Polonais                   | Cycles économiques, dynamique du capitalisme, théorie de la répartition, inspirateur des post-keynésiens |
| Kantorovich, Leonid                     | 1912-1986                   | Russe                      | Programmation linéaire, Nobel 1975 |
| Kelvin, John Lancaster                  | 1934-1999                   | Américain                  | Apports dans la microéconomie |
| Keynes, John Maynard                    | 1883-1946                   | Britannique                | Fondateur de la macroéconomie et du keynésianisme |
| Keynes, John Neville                    | 1852-1949                   | Britannique                | Méthodologie économique |
| Kirzner, Israel                         | 1930-                       | Britannique                | Autrichien, rôle de l'entrepreneur comme créateur d'information |
| Klein, Lawrence                         | 1920-2013                   | Américain                  | Modèles macroéconomiques de pays, Nobel 1980 |
| Knight, Frank                           | 1885-1972                   | Américain                  | Fondateur de l'École de Chicago, risque et incertitude |
| Kondratieff, Nikolai Dmitrijewitsch     | 1892-1938                   | Russe                      | Cycle Kondratieff |
| Koopmans, Tjalling                      | 1910-1985                   | Néerlandais                | Programmation linéaire, Nobel 1975 |
| Kornai, János                           | 1928-                       | Hongrois                   | Critique de la planification, économie de la pénurie, Anti-Equilibrium |
| Korotaïev, Andreï                       | 1961-                       | Russe                      | Modelage mathématique de la macrodynamique économique |
| Kremer, Michael                         | 1964-                       | Américain                  | Garantie du marché, randomisation, fonction de production de type O-ring, croissance hyperbole, lutte contre la pauvreté... Nobel 2019 |
| Krugman, Paul                           | 1953-                       | Américain                  | Nouvelle théorie du commerce international, nouvelle économie géographique, JBC 1991, Nobel 2008 |
| Kuznets, Simon                          | 1901-1985                   | Russo-américain            | Cycle de Kuznets, courbe de Kuznets, Nobel 1971 |
| Kydland, Finn E.                        | 1943-                       | Norvégien                  | Cofondateur avec Edward C. Prescott de la théorie des cycles réels, Nobel 2004 |
| Laffer, Arthur                          | 1940-                       | Américain                  | Courbe de Laffer |
| Laffont, Jean-Jacques                   | 1947-2004                   | Français                   | Économie industrielle, nouvelle économie de la régulation |
| Leontief, Wassily                       | 1906-1999                   | Russo-américain            | Analyse entrée-sortie, paradoxe de Leontief, Nobel 1973 |
| Levitt, Steven                          | 1967-                       | Américain                  | Utilise les méthodes de la microéconomie pour investir des champs d'études originaux : comportement des agents immobiliers, l'économie de la drogue ou la dangerosité des conducteurs alcooliques, l’avortement... ; Économie de la criminalité, An Economic Analysis of a Drug-Selling Gang's Finances, The Impact of Legalized Abortion on Crime, JBC 2003 |
| Lewis, Arthur                           | 1915-1991                   | Sainte-Lucie / britannique | Économie du développement, Nobel 1979 |
| Lindahl, Erik                           | 1891-1960                   | Suédois                    | Séquences et équilibres inter-temporels, fixation des prix des biens publics |
| List, Friedrich                         | 1789-1846                   | Allemand                   | Protectionnisme éducateur |
| Lordon, Frédéric                        | 1962-                       | Français                   | |
| Lorenz, Max O.                          | 1880-1962                   | Américain                  | Courbe de Lorenz |
| Lucas Jr, Robert                        | 1937-                       | Américain                  | Nouvelle économie classique, anticipations rationnelles, Nobel 1995 |
| Luxemburg, Rosa                         | 1870-1919                   | Allemande                  | Crises du capitalisme |
| Malinvaud, Edmond                       | 1923-2015                   | Français                   | Théorie intertemporelle du capital dans l'équilibre général walrasien, efficience dynamique, incertitude, école de déséquilibre |
| Malthus, Thomas                         | 1766-1834                   | Britannique                | Essai sur le principe de population, démographie |
| Mandel, Ernest                          | 1923-1995                   | Belge                      | Actualisation de la théorie marxiste de l'économie, théoricien des cycles économiques |
| Mandeville, Bernard                     | 1670-1733                   | Néerlando-britannique      | La Fable des abeilles, division du travail |
| Marczewski, Jean                        | 1908-1990                   | Français                   | Universitaire, Inflation et chômage (1977), Comptabilité Nationale (1978) |
| Markowitz, Harry                        | 1927-                       | Américain                  | Portefeuille de Markowitz, Nobel 1990 |
| Marshall, Alfred                        | 1842-1924                   | Britannique                | Principale figure de l'École néoclassique, valeur, Principes d'économie politique |
| Maskin, Eric                            | 1950-                       | Américain                  | Pionnier de la théorie des mécanismes d'incitation, Nobel 2007 |
| Marx, Karl                              | 1818-1883                   | Allemand                   | Fondateur de l'école marxiste, Le Capital |
| McFadden, Daniel                        | 1937-                       | Américain                  | Analyse des choix discontinus, JBC 1975, Nobel 2000 |
| Meade, James                            | 1907-1995                   | Britannique                | Commerce international et mouvements de capitaux internationaux, Nobel 1977 |
| Menger, Carl                            | 1840-1921                   | Autrichien                 | Fondateur de l'École autrichienne d'économie. Théoricien des prix (approche subjectiviste), de la monnaie, des méthodes en sciences sociales, de l'épistémologie. Principes d'économie (1871). Untersuchungen über die Methode der Sozialwissenschaften und der politischen Ökonomie insbesondere (1883).                                                    |
| Merton, Robert                          | 1944-                       | Américain                  | Modèle Black-Scholes, Nobel 1997 |
| Milgrom, Paul                           | 1948-                       | Américain                  | Théorie des jeux, théorie des enchères, Nobel 2020 |
| Mill, John Stuart                       | 1806-1873                   | Britannique                | Utilitarisme, un des économistes les plus influents du milieu du XIXe siècle |
| Miller, Merton                          | 1923-2000                   | Américain                  | Théorème de Modigliani-Miller, Nobel 1990 |
| Minard, Charles Joseph                  | 1781-1870                   | Français                   | Ingénieur économiste, utilité collective publique, tarification publique, promoteur de l'illustration graphique appliquée aux statistiques |
| Minsky, Hyman                           | 1919-1996                   | Américain                  | L'instabilité financière source de l'instabilité du capitalisme, The Financial Instability Hypothesis: An Interpretation of Keynes and an alternative to Standard Theory 1977 |
| Mirrlees, James                         | 1936-                       | Écossais                   | Asymétrie d'information et épargne, Nobel 1996 |
| Mises, Ludwig von                       | 1881-1973                   | Austro-américain           | Important Autrichien, théorie de la monnaie et du crédit, L'Action humaine, traité d'économie |
| Mitchell-Innes, Alfred                  | 1864-1950                   | Britannique                | Diplomate et économiste auteur de thèses sur la monnaie et le crédit |
| Modigliani, Franco                      | 1918-2003                   | Italo-américain            | Théorie de l'épargne, théorème Miller-Modigliani, Nobel 1985 |
| Molinari, Gustave de                    | 1819-1912                   | Belge                      | Un des fondateurs de l'anarcho-capitalisme |
| Monnet, Jean                            | 1888-1979                   | Français                   | Père de la planification à la française, un des inspirateurs actifs de l'Union Européenne |
| Montchrestien, Antoine de               | 1575-1621                   | Français                   | Mercantiliste, inventeur de l'économie politique |
| Morgenstern, Oskar                      | 1902-1977                   | Américain                  | Théorie des jeux |
| Mortensen, Dale                         | 1932-                       | Américain                  | Analyse des marchés avec coûts de recherche, Nobel 2010 |
| Mundell, Robert                         | 1932-                       | Canadien                   | Zone monétaire optimale, Nobel 1999 |
| Musgrave, Richard                       | 1910-2007                   | Germano-américain          | Finance publique |
| Myerson, Roger                          | 1951-                       | Américain                  | Pionnier de la théorie des mécanismes d'incitation, Nobel 2007 |
| Myrdal, Gunnar                          | 1898-1987                   | Suédois                    | Institutionnalisme, Nobel 1974 |
| Nash, John F.                           | 1928-2015                   | Américain                  | Théorie des jeux, équilibre de Nash, Nobel 1994 |
| Navier, Henri                           | 1785-1836                   | Français                   | Ingénieur économiste, Préfiguration du calcul Analyse coût avantage: calcul de l'utilité d'un équipement public (règle de Navier), amorce de la comptabilité analytique |
| Neumann, John von                       | 1903-1957                   | Américain                  | Théorie des jeux, algorithme MinMax, équilibre général |
| Nordhaus, William                       | 1941-                       | Américain                  | Théorie des choix publics, économie de l'environnement. Nobel 2018 |
| North, Douglass                         | 1920-2015                   | Américain                  | Histoire économique, Cliométrie, Nobel 1993 |
| Ohlin, Bertil                           | 1899-1979                   | Suédois                    | Modèle Heckscher-Ohlin-Samuelson, Nobel 1977 |
| Oresme, Nicolas                         | 1325-1382                   | Français                   | Economiste et intellectuel aux multiples centres d'intérêt, («je ne sais que je ne sais rien»), Traité dénonçant les manipulations monétaires |
| Ostrom, Elinor                          | 1933-2012                   | Américaine                 | Biens communs, Nobel 2009, Première femme à décrocher le Nobel d'Economie |
| Owen, Robert                            | 1771-1858                   | Anglais                    | Entrepreneur utopiste et pragmatique (Le livre du nouveau monde moral, 1844) |
| Pareto, Vilfredo                        | 1848-1923                   | Italien                    | École de Lausanne, optimum de Pareto, principe de Pareto |
| Perroux, François                       | 1903-1987                   | Français                   | Structures et développement, Institut de Science Économique Appliquée (aujourd'hui Institut de Sciences Mathématiques et Économiques Appliquées) |
| Piketty, Thomas                         | 1971-                       | Français                   | Spécialiste des inégalités, auteur de Le Capital au XXIe siècle |
| Pissarides, Christopher                 | 1948-                       | Britannico-Chypriote       | Analyse des marchés avec coûts de recherche, Nobel 2010 |
| Polanyi, Karl                           | 1886-1964                   | Austro-hongrois            | Anthropologiste de l'économie, substantivisme, connu pour son livre La Grande transformation qui questionne la validité conceptuelle de la l'auto-régulation du marché |
| Proudhon, Pierre Joseph                 | 1809-1865                   | Français                   | Précurseur à l'anarchisme : Théorie de l'exploitation, anti-propriété et anti-collectivisme, partisan du crédit gratuit, du mutualisme et du fédéralisme. |
| Passet, René                            | 1926-                       | Français                   | Spécialiste du développement,Professeur émérite à la Sorbonne, ancien Président du conseil scientifique d'Attac, pionnier des approches dites complexes ou transdisciplinaires |
| Patinkin, Don                           | 1922-1995                   | Américano-israélien        | Théoricien de la monnaie et du crédit ; fin connaisseur et analyste de la pensée keynésienne |
| Pigou, Arthur Cecil                     | 1877-1959                   | Britannique                | Économie du bien-être, externalité, taxe pigovienne |
| Prebisch, Raúl                          | 1901-1987                   | Argentin                   | Fondateur de la théorie de la dépendance |
| Prescott, Edward C.                     | 1940-2022                   | Américain                  | Cofondateur avec Finn E. Kydland de la théorie des cycles réels, Nobel 2004 |
| Quesnay, Francois                       | 1694-1774                   | Français                   | Cofondateur de la physiocratie, Tableau économique |
| Ramsey, Frank                           | 1903-1930                   | Britannique                | Choix sous incertitude, formation des prix, problème de Ramsey, modèle de Ramsey, Truth and probability, A contribution to the theory of taxation |
| Regnault, Jules                         | 1797-1863                   | Français                   | Marche aléatoire, mouvement brownien, Calcul des Chances et Philosophie de la Bourse |
| Ricardo, David                          | 1772-1823                   | Britannique                | Théorie de la valeur, avantage comparatif, Des principes de l'économie politique et de l'impôt |
| Robinson, Joan                          | 1903-1983                   | Britannique                | Théorie de la concurrence monopolistique, polémique des deux Cambridge |
| Romer, Paul                             | 1955-                       | Américain                  | Croissance économique, innovation technologique. Nobel 2018 |
| Rostow, Walt Whitman                    | 1916-2003                   | Américain                  | Les étapes de la croissance économique |
| Roth, Alvin                             | 1951-                       | Américain                  | Marchés financiers, Nobel 2012 |
| Rothbard, Murray                        | 1926-1995                   | Américain                  | Autrichien, Man, Economy, and State |
| Rueff, Jacques                          | 1896-1978                   | Français                   | Néoliberal ; défense et illustration de l'étalon or |
| Sachs, Jeffrey                          | 1954-                       | Américain                  | Thérapie de choc, Économie clinique... |
| Saint-Simon, Claude Henry de Rouvroy de | 1760-1825                   | Français                   | Inspirateur et fondateur du mouvement du saint-simonisme |
| Sala-i-Martin, Xavier                   | 1963-                       | Espagnol                   | Déterminants de la croissance, Economic Growth, JC 2004 |
| Samuelson, Paul                         | 1915-2009                   | Américain                  | Synthèse néoclassique, Modèle Heckscher-Ohlin-Samuelson, théorème Stolper-Samuelson, Economics : an introductory analysis, JBC 1947, Nobel 1970 |
| Sargent, Thomas                         | 1943-                       | Américain                  | Causes et effets en macro-économie, Nobel 2011 |
| Sauvy, Alfred                           | 1898-1990                   | Français                   | Économiste et démographe, théorie du déversement, expression Tiers Monde, conséquences de la dénatalité et du vieillissement |
| Say, Jean-Baptiste                      | 1767-1832                   | Français                   | Économie de l'offre, loi de Say |
| Schelling, Thomas                       | 1921-                       | Américain                  | Théorie des jeux et comportement stratégique, modèle de ségrégation de Schelling, Nobel 2005 |
| Schmoller, Gustav von                   | 1838-1917                   | Allemand                   | École historique allemande |
| Scholes, Myron                          | 1941-                       | Canadien                   | Modèle Black-Scholes, Nobel 1997 |
| Schultz, Theodore                       | 1902-1998                   | Américain                  | Économie du développement, capital humain, Nobel 1979 |
| Schumpeter, Joseph                      | 1883-1950                   | Autrichien                 | Théorie de la croissance, rôle de l'entrepreneur et destruction créatrice, le « temps long » à l'œuvre dans l'évolution économique |
| Selten, Reinhard                        | 1930-                       | Allemand                   | Rationalité limitée, économie expérimentale, Nobel 1994 |
| Sen, Amartya                            | 1933-                       | Indien                     | Économie du bien-être, pauvreté, indicateur de développement humain, Nobel 1998 |
| Shapley, Lloyd S.                       | 1923-2016                   | Américain                  | Jeux coopératifs, valeur de Shapley, jeux stochastiques, jeux de potentiels, jeux de marché, etc. Nobel 2012 |
| Sharpe, William                         | 1934-                       | Américain                  | Ratio Sharpe, Nobel 1990 |
| Shiller, Robert                         | 1946-                       | Américain                  | Marchés financiers, Nobel 2013 |
| Sidgwick, H.                            | 1838-1900                   | Anglais                    | Utilitariste et individualiste, précise la notion de bien collectif / bien public |
| Simon, Herbert                          | 1916-2001                   | Américain                  | Rationalité limitée, Nobel 1978 |
| Simon, Julian                           | 1932-1998                   | Américain                  | Croissance économique, The Ultimate Resource |
| Sims, Christopher A.                    | 1942-                       | Américain                  | Causes et effets en macro-économie, Nobel 2011 |
| Sismondi, Jean de                       | 1773-1842                   | Suisse                     | Le « Réformiste hétérodoxe » : déséquilibres et crises de surproduction, le « garantisme social » : précurseur de la social-démocratie moderne |
| Smith, Adam                             | 1723-1790                   | Écossais                   | Père de l'École classique et de l'économie moderne, Recherches sur la nature et les causes de la richesse des nations |
| Smith, Vernon L.                        | 1927-                       | Américain                  | Économie expérimentale, Nobel 2002 |
| Solow, Robert                           | 1924-                       | Américain                  | Croissance économique, modèle de Solow, résidu de Solow, Nobel 1987 |
| Sombart, Werner                         | 1863-1941                   | Allemand                   | Histoire comparative des systèmes économiques, utilisation de la « psychologie historique » en analyse économique |
| Soto, Hernando de                       | 1941-                       | Péruvien                   | Fondateur de l'Institut pour la Liberté et la Démocratie (ILD), Freedom Prize, Prix Fisher, Adam Smith Award, Donney Fellow, Prix Milton Friedman |
| Spence, Michael A.                      | 1943-                       | Américain                  | Asymétrie d'information, Nobel 2001 |
| Sraffa, Piero                           | 1898-1983                   | Italien                    | Néo-ricardisme, Production of Commodities by Means of Commodities |
| Stigler, George                         | 1911-1991                   | Américain                  | Théorie de la capture (théorie des choix publics), Nobel 1982 |
| Stiglitz, Joseph E.                     | 1943-                       | Américain                  | Asymétrie d'information, JBC 1979, Nobel 2001 |
| Stone, Richard                          | 1913-1991                   | Britannique                | Modélisation comptable nationale et internationale, Nobel 1984 |
| Thaler, Richard                         | 1945-                       | Américain                  | Finance comportementale, Nobel 2017 |
| Tinbergen, Jan                          | 1903-1994                   | Néerlandais                | Macroéconomie, règle de Tinbergen, Nobel 1969 |
| Tirole, Jean                            | 1953-                       | Français                   | Économie industrielle, théorie des jeux, théorie de l'information, médaille d'or du CNRS 2007, Nobel 2014 |
| Tobin, James                            | 1918-2002                   | Américain                  | Analyse des marchés financiers (ratio q de Tobin), taxe Tobin, Nobel 1981, JBC 1955 |
| Turgot, Anne Robert Jacques             | 1727-1781                   | Français                   | Un des premiers classiques, théorie de la valeur, théorie de l'intérêt, Réflexions sur la formation et la distribution des richesses |
| Veblen, Thorstein                       | 1857-1929                   | Américain                  | Pensée psycho-socio-technique, institutionnaliste, consommation ostentatoire, bien de Veblen, Theory of the Leisure Class |
| Vickrey, William                        | 1914-1996                   | Américain                  | Incitations sous information imparfaite, phénomènes de congestion, enchère de Vickrey, Nobel 1996 |
| Viner, Jacob                            | 1892-1970                   | Canado-américain           | Théorie de la firme, coûts à court terme et long terme, histoire intellectuelle du commerce international, Studies in the Theory of International Trade |
| Wagner, Adolph                          | 1835-1917                   | Allemand                   | Loi de Wagner, Promoteur d'un socialisme d'État nationaliste et conservateur (anticipateur de l'économie sociale de marché) |
| Walras, Léon                            | 1834-1910                   | Français                   | Cofondateur du marginalisme, équilibre général walrasien, tatonnement, commissaire-priseur walrasien |
| Weber, Max                              | 1864-1920                   | Allemand                   | Histoire économique, L'Éthique protestante et l'esprit du capitalisme |
| Wicksell, Knut                          | 1851-1926                   | Suédois                    | Théoricien du déséquilibre, période optimale d'investissement, effet Wicksell, effet d'encaisses réelles, précurseur de la pensée keynésienne |
| Wicksteed, Philip                       | 1844-1927                   | Anglais                    | Productivité marginale des facteurs, utilité marginale décroissante, allocation optimale des facteurs |
| Wieser, Friedrich von                   | 1851-1926                   | Autrichien                 | Autrichien, imputation, coût d'opportunité, utilité marginale |
| Williamson, Oliver                      | 1932-                       | Américain                  | Théorie des coûts de transaction. Nobel 2009 |
| Wilson, Robert B.                       | 1937-                       | Américain                  | Théorie des jeux, théorie des enchères. Nobel 2020 |